# Epiphragma caligatum
Epiphragma caligatum är en tvåvingeart som beskrevs av Alexander 1954. Epiphragma caligatum ingår i släktet Epiphragma och familjen småharkrankar.
Artens utbredningsområde är Thailand. Inga underarter finns listade i Catalogue of Life.